# Doliornis
Doliornis – rodzaj ptaków z podrodziny bławatników (Cotinginae) w rodzinie bławatnikowatych (Cotingidae).

## Występowanie
Rodzaj obejmuje gatunki występujące w Kolumbii, Ekwadorze i Peru.

## Morfologia
Długość ciała 20–21,5 cm; masa ciała 53–72 g.

## Systematyka

### Etymologia
Doliornis: gr. δολιος dolios „przebiegły, podstępny, chytry”, od δολος dolos „przebiegłość”; ορνις ornis, ορνιθος ornithos „ptak”.

### Podział systematyczny
Do rodzaju należą następujące gatunki:
- Doliornis remseni Robbins, G.H. Rosenberg & F.S. Molina, 1994 – andowiec rdzawobrzuchy
- Doliornis sclateri Taczanowski, 1874 – andowiec peruwiański